# 押谷沙樹
押谷 沙樹（おしたに さき）は、日本の作曲家・作詞家・女性歌手。大阪府出身。

## 人物・来歴
自身でライブ活動やラジオ出演を行うほか、ポップス、ジャズ、クラシックなどジャンルを超えて音楽創作を行い、舞台や映像作品への楽曲提供を行うなど、多岐に渡って活動している。2011年より、Project.Rへ加入した。

## ディスコグラフィー

### CD

#### アルバム
- Mini Album　花火（2004年7月7日発売）
- Album　Wish（2005年9月25日発売）

#### 参加アルバム
- LOVE SNOW RESORT／ V.A（2005年12月21日発売）

　　冬のラブソング コンピレーションアルバム　9.「眠れない夜」
- ミカイセカイ／ RYU KONNO（2010年10月6日発売）

　　11. STEREO SKY feat. 押谷沙樹 *PV Directed by onnacodomo

#### シングル
- 願い空（2007年11月14日発売）

1. 願い空　(作詞：依布サラサ　作曲：押谷沙樹　ニッポン放送『THE ラジオパーク 2007』テーマソング)
2. ここにいて

- 星の彼方へ（2008年12月17日発売）（テレビアニメ『ねぎぼうずのあさたろう』エンディングテーマ（第1-31話））
- Over the Star（2009年6月24日発売）（テレビアニメ『ドラゴンボール改』イメージソング、挿入歌、Yeah! Break! Care! Break!C/W）
- スーパー戦隊 ヒーローゲッター（2011年3月2日発売）（テレビ『海賊戦隊ゴーカイジャー』エンディング・テーマ）※Project.Rとして

### DVD
- 朗読劇「電車男」（2006年8月18日発売）音楽担当
- 舞台「原画と朗読で綴るサイボーグ009の世界 〜海底ピラミッドの謎を追え！〜」（2009年12月16日発売）音楽担当
- 舞台「キサラギ」（2010年12月20日発売）音楽担当

### 楽曲提供
- sorachoco
  - 「だいすきまめうしくん」（テレビアニメ『まめうしくん』主題歌　作詞・作曲・コーラス）2007年12月19日発売
- 宮本佳那子
  - 「グルグル・マジ？カル・パスポート」（『Yes!プリキュア5GoGo! ボーカルアルバム1』作曲・コーラス）2008年8月6日発売
- 大森真理子
  - 「明日天気になぁれ」（テレビアニメ『お茶犬〜緑っとものがたり〜』エンディングテーマ　作曲・コーラス）2008年12月17日発売
- うちやえゆか『Sweets』
  - 「デザート・ブッフェチュッチュ！」「U→NEXT」（作曲・コーラス）2009年1月23日発売
- 堀江美都子
  - 「風の歌、星の歌、私の歌」（テレビアニメ『ねぎぼうずのあさたろう』エンディングテーマ（第32-47話）作曲・コーラス）
- 白石茉子（高梨臨）
  - 「ナデシコ真剣 花吹雪」（『侍戦隊シンケンジャー全曲集（完） 秘伝音盤 歌の天下統一』disc2　作曲・コーラス）2010年2月10日発売
- ソルシエール（新妻聖子）
  - 「魔女の子守唄〜歌は魔法」（『映画 プリキュアオールスターズ みんなで歌う♪奇跡の魔法! ミュージカルソングス』コーラス）2016年3月16日発売

### 舞台
- 朗読劇『電車男』（2005年）
- reading stage『キノの旅-the Beautiful World』（2006年）
- キサラギ（2009年）
- 原画と朗読で綴るサイボーグ009の世界〜海底ピラミッドの謎を追え！〜（2009年）

## ラジオ出演
- オールナイトニッポン 有楽町音楽室（ニッポン放送 2007年 - 2008年）
- Live for Life（UNIQue the RADIO 2009年4月 - 2009年9月）
- リッスン? 〜Live 4 Life〜（文化放送 2009年10月5日 - 2010年3月）

なお、2010年10月4日より放送「くにまるジャパン」（文化放送）のテーマ曲、音楽を担当している。